# Правдин, Леонид Фёдорович
Леони́д Фёдорович Пра́вдин (1897—1987) — советский ботаник, специалист по лесной генетике и селекции, доктор биологических наук, профессор. Лауреат Государственной премии СССР; Заслуженный деятель науки РСФСР.

## Биография
Родился 23 марта 1897 года[по какому календарю?] в селе Новографское Галичского уезда Костромской губернии в многодетной семье.
В 1923 году окончил естественное отделение физико-математического факультета Петроградского университета, а в 1927 году Ленинградский лесной институт. С 1929 по 1932 год работал в Центральном НИИ лесного хозяйства, был одним из организаторов Северо-Кавказской экспедиции. В 1945 году организовал кафедру ботаники в Московском лесотехническом институте и заведовал кафедрой до 1948 года.
С 1944 по 1958 год был заведующим лабораторией лесной генетики и селекции и акклиматизации в Институте леса АН ССР; после перевода в 1859 году института в Красноярск, организовал там лабораторию селекции, генетики древесных пород и семеноводства. Вскоре, по состоянию здоровья вернулся в Москву.
В 1962—1986 и 1986—1982 годах работал в Лаборатории лесоведения АН СССР. За монографии по лесной генетике, селекции и семеноводству ели и сосны была присуждена Государственная премия СССР за 1985 год.
Умер в 1987 году.

## Научная деятельность
Научная деятельность связана с вопросами интродукции и акклиматизации древесных растений. Им были заложены опытные культуры грецкого ореха. Занимался изучением пробкового дуба. По этим результатам в 1949 году была опубликована монография, которая была защищена вскоре как докторская диссертация. Также  он занимался исследованием изменчивости лесных культур и их селекцией, в том числе ивы, ели и сосны.
Был председателем Совета по проблемам генетики и селекции древесных пород при Гослесхозе СССР и руководителем секцией генетики и селекции в Научном совете Академии наук СССР. В 1950, 1957 и 1967 годах под его руководством прошли всесоюзные совещания, на которых обсуждались вопросы селекции древесных растений. Под его руководством защищены 40 кандидатских и несколько докторских диссертаций.

## Награды и звания
- Государственная премия СССР
- Заслуженный деятель науки РСФСР
- Орден Ленина
- Орден Трудового Красного Знамени

## Публикации
Является автором 187 научных публикаций.
- Правдин Л. Ф. Пробковый дуб и его разведение в СССР. — М.-Л,: Изд-ва Акад. наук СССР, 1949. — 268 с.
- Правдин Л. Ф. Ива, ее культура и использование. — М.: Наука, 1952. — 168 с.
- Правдин Л. Ф. Задачи и методы современного лесного семеноводства. — М.: Гослесбумиздат, 1963. — 52 с.
- Правдин Л. Ф. Сосна обыкновенная: Изменчивость, внутривидовая систематика и селекция. — М.: Наука, 1964. — 191 с.
- Правдин Л. Ф. Тропическое и субтропическое лесоводство: Учебное пособие. — М.: Ун-т дружбы народов им. Патриса Лумумбы, 1969. — 322 с.
- Правдин Л. Ф. Ель европейская и ель сибирская в СССР. — М.: Наука, 1975. — 178 с.